# Liste der Naturdenkmäler in Kastelruth
Die Liste der Naturdenkmäler in Kastelruth (ladinisch Ciastel, italienisch Castelrotto) enthält die 38 als Naturdenkmal ausgewiesenen Objekte auf dem Gebiet der Gemeinde Kastelruth in Südtirol.
Basis ist das im Internet einsehbare offizielle Verzeichnis der Naturdenkmäler in Südtirol (Stand: 23. Januar 2015). Dabei kann es sich um botanische, geologische oder hydrologische Naturdenkmäler handeln. Die Reihenfolge in dieser Liste orientiert sich an der ID, alternativ ist sie auch nach dem Namen sortierbar.

## Liste
| Foto |                 | Name                                                                                  | Standort                      | Beschreibung |
| ---- | --------------- | ------------------------------------------------------------------------------------- | ----------------------------- | --- |
| ja   | Datei hochladen | Eine Tanne bei der Pension Kastelruth ID: 033_G10                                     | 46° 34′ 4″ N, 11° 33′ 27″ O   | Botanisches Naturdenkmal: Tanne mit großem Stammdurchmesser und weit ausladender Krone Die Tanne steht nicht mehr (Beobachtung am 15. August 2015)                                      |
| ja   | Datei hochladen | Ein Kastanienbaum bei Tisens ID: 033_G11                                              | 46° 34′ 21″ N, 11° 32′ 43″ O  | Botanisches Naturdenkmal: Kastanie mit großem Stammdurchmesser und weit ausladender Krone                                                                                               |
| ja   | Datei hochladen | Eine Linde beim Sattler-Hof ID: 033_G12                                               | 46° 33′ 23″ N, 11° 31′ 42″ O  | Botanisches Naturdenkmal: Linde mit eigenartigem Stamm |
| ja   | Datei hochladen | Eine Eibe beim Unterporzhof ID: 033_G13                                               | 46° 33′ 7″ N, 11° 31′ 1″ O    | Botanisches Naturdenkmal: ausnehmend große Eibe |
| ja   | Datei hochladen | Eisloch beim Madrunglhof ID: 033_G14                                                  | 46° 33′ 46″ N, 11° 31′ 39″ O  | Geologisches Naturdenkmal: Eisloch, einst zur Kühlung von Lebensmitteln genutzt |
| ja   | Datei hochladen | Planermoor ID: 033_G15                                                                | 46° 35′ 4″ N, 11° 33′ 51″ O   | Hydrologisches Naturdenkmal: sumpfiges Gelände mit vermoortem Tälchen |
| ja   | Datei hochladen | Moosbichlmoos ID: 033_G16                                                             | 46° 34′ 46″ N, 11° 33′ 23″ O  | Hydrologisches Naturdenkmal: vermoortes Tal in Sattellage |
| ja   | Datei hochladen | Radlmoos ID: 033_G17                                                                  | 46° 34′ 49″ N, 11° 33′ 15″ O  | Hydrologisches Naturdenkmal: Tälchen mit vermoortem Gebiet und künstlich angelegtem Weiher                                                                                              |
| ja   | Datei hochladen | Glormoos ID: 033_G18                                                                  | 46° 34′ 48″ N, 11° 33′ 0″ O   | Hydrologisches Naturdenkmal: langgestrecktes Moor |
| ja   | Datei hochladen | Kreuzmoos ID: 033_G19                                                                 | 46° 34′ 55″ N, 11° 32′ 45″ O  | Hydrologisches Naturdenkmal: Niedermoor in der Nähe eines Sattels |
| ja   | Datei hochladen | Londermoos ID: 033_G20                                                                | 46° 34′ 51″ N, 11° 32′ 28″ O  | Hydrologisches Naturdenkmal: vermoorte Hangverflachung |
| ja   | Datei hochladen | Feuchtgebiet Panid ID: 033_G21                                                        | 46° 34′ 49″ N, 11° 36′ 33″ O  | Hydrologisches Naturdenkmal: Gebiet im Übergang zwischen feuchtem Mineralboden und Niedermoor                                                                                           |
| ja   | Datei hochladen | Vulkanische Tuffe ID: 033_G22                                                         | 46° 32′ 40″ N, 11° 32′ 35″ O  | Geologisches Naturdenkmal: Aufschlüsse vulkanischer Ablagerungen |
| ja   | Datei hochladen | Erratischer Dolomit-Block Cionstoan ID: 033_L01                                       | 46° 32′ 24″ N, 11° 37′ 32″ O  | Geologisches Naturdenkmal: gewaltiger Dolomitblock mit überhängenden Wandflächen |
| ja   | Datei hochladen | Hexensessel auf Puflatsch ID: 033_L02                                                 | 46° 33′ 48″ N, 11° 36′ 47″ O  | Geologisches Naturdenkmal: fünfeckige Augit-Porphyrit-Säulen |
| ja   | Datei hochladen | Hexenstühle ober Tiosels ID: 033_L03                                                  | 46° 33′ 55″ N, 11° 35′ 18″ O  | Geologisches Naturdenkmal: Steinsitze in Sesselform |
| ja   | Datei hochladen | Busc di Salvans, nordwestlich über Pufels ID: 033_L04                                 | 46° 34′ 1″ N, 11° 37′ 37″ O   | Geologisches Naturdenkmal: ca. einen Meter breite Spaltenhöhle aufsteigend rechts des Schnürlsteigs                                                                                     |
| ja   | Datei hochladen | Wildeleiteloch ober Gschtatsch ID: 033_L05                                            | 46° 32′ 38″ N, 11° 35′ 13″ O  | Geologisches Naturdenkmal: Höhle mit ca. 1,7 Meter hohem und 60 Zentimeter breitem Eingang                                                                                              |
| ja   | Datei hochladen | Wasserfall Pisciadoi am Pizbach ID: 033_L06                                           | 46° 33′ 38″ N, 11° 40′ 53″ O  | Hydrologisches Naturdenkmal: ca. 60 Meter hoher Wasserfall |
| ja   | Datei hochladen | Schwefelquelle oberhalb Tirler ID: 033_L07                                            | 46° 30′ 47″ N, 11° 39′ 50″ O  | Hydrologisches Naturdenkmal: zwei Schwefelquellen, eine mit hölzernem Brünnlein ausgestattet                                                                                            |
| ja   | Datei hochladen | Cunfinbodenquellen mit entsprechendem Banngebiet ID: 033_L08                          | 46° 32′ 0″ N, 11° 42′ 7″ O    | Hydrologisches Naturdenkmal: zwei gefasste Quellen; die zweite Quelle befindet sich auf 46° 32′ 6,8″ N, 11° 42′ 9,7″ O; das Banngebiet umfasst das gesamte Langkofel- und Plattkofelkar |
| BW   | Datei hochladen | Einzelstehende Fichtengruppe bei der Hoferalm ID: 033_L09                             | 46° 32′ 49″ N, 11° 40′ 35″ O  | Botanisches Naturdenkmal: aus sechs Bäumen bestehende Fichtengruppe, vier davon am Grund miteinander verwachsen, die zwei weiteren an ihrem Stamm ebenfalls miteinander verwachsen      |
|      | Datei hochladen | Erosionsschlucht mit Wasserfall ID: 033_P01                                           | Koordinaten fehlen! Hilf mit. | Hydrologisches Naturdenkmal: |
|      | Datei hochladen | Erosionsschlucht mit Wasserfall ID: 033_P02                                           | Koordinaten fehlen! Hilf mit. | Hydrologisches Naturdenkmal: |
|      | Datei hochladen | Erosionsschlucht mit Wasserfall ID: 033_P03                                           | Koordinaten fehlen! Hilf mit. | Hydrologisches Naturdenkmal: |
|      | Datei hochladen | Schlucht und Wasserfall im Tschapit-Gebiet ID: 033_P04                                | Koordinaten fehlen! Hilf mit. | Hydrologisches Naturdenkmal: |
|      | Datei hochladen | Schlucht und Wasserfall im Tschapit-Gebiet ID: 033_P05                                | Koordinaten fehlen! Hilf mit. | Hydrologisches Naturdenkmal: |
| ja   | Datei hochladen | Peterlunger-Lock ID: 033_P06                                                          | 46° 30′ 48″ N, 11° 37′ 16″ O  | Hydrologisches Naturdenkmal: |
| ja   | Datei hochladen | Ladinser Moos ID: 033_P07                                                             | 46° 31′ 34″ N, 11° 37′ 29″ O  | Hydrologisches Naturdenkmal: |
| BW   | Datei hochladen | Bad-Ratzes-Quellen ID: 033_P08                                                        | 46° 31′ 57″ N, 11° 35′ 0″ O   | Hydrologisches Naturdenkmal: |
|      | Datei hochladen | Ansammlungen von Gewässern ID: 033_P09                                                | Koordinaten fehlen! Hilf mit. | Hydrologisches Naturdenkmal: |
|      | Datei hochladen | Spuren eines Korallenriffes ID: 033_P10                                               | Koordinaten fehlen! Hilf mit. | Geologisches Naturdenkmal: |
|      | Datei hochladen | Vulkanische Formationen ID: 033_P11                                                   | Koordinaten fehlen! Hilf mit. | Geologisches Naturdenkmal: |
|      | Datei hochladen | Fossilienfundstellen in den Raiblerschichten am Rande des Schlernplateaus ID: 033_P12 | Koordinaten fehlen! Hilf mit. | Geologisches Naturdenkmal: |
|      | Datei hochladen | Lafreider Höhl, Schlucht des Frötschbaches ID: 033_P13                                | Koordinaten fehlen! Hilf mit. | Geologisches Naturdenkmal: |
|      | Datei hochladen | Tschapitfundstellen ID: 033_P14                                                       | Koordinaten fehlen! Hilf mit. | Geologisches Naturdenkmal: |
|      | Datei hochladen | Tschapitfundstellen ID: 033_P15                                                       | Koordinaten fehlen! Hilf mit. | Geologisches Naturdenkmal: |
|      | Datei hochladen | Fundstellen an den schwarzen Hängen ID: 033_P16                                       | Koordinaten fehlen! Hilf mit. | Geologisches Naturdenkmal: |

| Foto: | Fotografie des Naturdenkmals. Klicken des Fotos erzeugt eine vergrößerte Ansicht. Daneben finden sich zwei Symbole: |
| ID    | Identifikator bei der Abteilung Natur, Landschaft und Raumentwicklung der Südtiroler Landesverwaltung               |